# Prince Paul
Paul Edward Huston, meglio conosciuto come Prince Paul (New York, 2 aprile 1967), è un produttore discografico, disc jockey e beatmaker statunitense.
È figura cardine della musica hip hop e rapper.

Egli fece parte inizialmente dei Stetsasonic e in seguito dei Gravediggaz, inoltre collaborò con artisti come Big Daddy Kane, Chris Rock, dei 3rd Bass e dei De La Soul.

## La vita

### Gli inizi
Prince Paul nasce nel Queens, ma cresce a Long Island mentre sua nonna vive a Brooklyn e tra i due quartieri c'era un gran numero di DJs che performava e presentava il proprio suono.

La prima volta che ha ascoltato qualcosa associabile all'Hip Hop è stato intorno al 1976 o al 1977.

Inizia comunque a frequentare i block parties, rimanendo puntualmente esterrefatto ad ammirare i DJs che si esibiscono.

Allora è solo un bambino, i suoi fratelli sono molto più grandi di lui e lui ascolta le loro cassette.

Affascinato da questo nuovo genere, Paul inizia a muovere i passi nell'ambiente, passano gli anni e diventa bravo in quello che gli piace fare.

### I Stetsasonic
Nel 1981 entra a far parte come DJ dei Stetson Brothers, che in seguito alla realizzazione del loro album di debutto On Fire (1986), cambiano il nome in Stetsasonic.

Nel 1989 Paul produce il primo album dei De La Soul "3 Feet High And Rising", "It's A Big Daddy Thing" di Big Daddy Kane e alcune tracce di "The Cactus Album (The Cee/Dee)", anch'esso album di debutto dei 3rd Bass.

Dopo un buon successo di altri due album: "In Full Gear" (1988) e "Blood, Sweat & No Tears" (1991); i Stetsasonic si sciolgono.

Nel 1993 il beatmaker produce per i De La Soul "Buhloone Mindstate".

### I Gravediggaz
Prince Paul ha voglia di sperimentare, e in seguito a delle collaborazioni con i Wu-Tang Clan e i Brothers Grym, insieme all'ex-compagno di gruppo Frukwan (negli Stetsasonic), nel 1994, entra a far parte del supergruppo horrorcore Gravediggaz.

Unendosi al gruppo il DJ raffina le sue tecniche e adotta un alter ego "Gravedigga", Prince Paul diventa The Undertaker.

Nello stesso anno di formazione, esce il primo album del collettivo "6 Feet Deep", nel quale 
Prince Paul produce quasi tutte le tracce.

Nel 1997 egli realizza il suo primo album da solista "Psychoanalysis... What Is It?", prendendo gradualmente le distanze dal gruppo, infatti gioca un ruolo minore in "The Pick, The Sickle and The Shovel", album dove produce una sola traccia per poi lasciare i Gravediggaz.

### Gli Handsome Boys e la carriera da solista
Abbandonando il gruppo può perseguire meglio i suoi progetti personali. Quindi lo stesso anno collabora in "Roll With The New" album di Chris Rock.

Due anni dopo è la volta di "A Prince Among Thieves". Sempre nel 1999 Paul unisce le proprie forze con The Automator per lavorare ad un nuovo progetto: "Handsome Boy Modeling School", che esordisce con l'LP "So...How's Your Girl?".

Nel 2000 partecipa a "Both Sides of the Brain", album di Del The Funkee Homosapien, Dan.

Il secondo lavoro degli Handsome Boys esce nel 2002, ma nel 2003 il produttore torna ai lavori solisti realizzando "Politics Of The Business".

Nel 2005, invece, viene commercializzato "Itstrumental", disco della piena maturità artistica, seguito dalla compilation "Hip Hop Gold Dust".

## Discografia

### Album/EP
- "Psychoanalysis: What is It?" (1997)
- "A Prince Among Thieves" (1999)
- "Politics of the Business" (2003)
- "Itstrumental" (2005)
- "Hip Hop Gold Dust" (2005)
- "The Art Of Picking Up Women" (2005)

#### Album con i Stetsasonic
- "On Fire" (1986)
- "In Full Gear" (1988)
- "Blood, Sweat & No Tears" (1991)

#### Album/EP/Raccolte con i Gravediggaz
- "6 Feet Deep" (1994)
- "The Pick, The Sickle and The Shovel" (1997)
- "The Hell EP" (ft. Tricky - 1995)

#### Album con gli Handsome Boys
- "So... How's Your Girl?" (1999)
- "White People" (2004)

## Produzioni
- "The Cactus Album" - 3rd Bass (1989)
- "3 Feet High and Rising" - De La Soul (1989)
- "It's a Big Daddy Thing" - Big Daddy Kane (1989)
- "Derelicts of Dialect" - 3rd Bass (1991)
- "De La Soul Is Dead" - De La Soul (1991)
- "Buhloone Mindstate" - De La Soul (1993)
- "My Field Trip to Planet 9" - Justin Warfield (1993)
- "Roll With the New" - Chris Rock (1997)
- "I Hope I Sell a Lot of Records at Christmastime" - Princess Superstar (1999)
- "Bigger & Blacker" by Chris Rock (1999)
- "It's Very Stimulating" - MC Paul Barman (2000)
- "Both Sides of the Brain" - Del tha Funkee Homosapien (2000)
- "The Best Part" - J-Live (2001)
- "Paullelujah!" - MC Paul Barman (2002)
- "Palace of the Pretender" - Last Emperor (2003)
- "The Art of Picking Up Women" - The Dix (2005)
- "Turn My Teeth Up!" - Baby Elephant (2007)
- "Baby Loves Hip Hop Presents The Dino 5" - Dino 5 (2008)